# Górzyca (gemeente)
De gemeente Górzyca is een landgemeente in het Poolse woiwodschap Lubusz, in powiat Słubicki.
De zetel van de gemeente is in Górzyca.
Op 30 juni 2004 telde de gemeente 4115 inwoners.

## Oppervlakte gegevens
In 2002 bedroeg de totale oppervlakte van gemeente Górzyca 145,55 km², waarvan:
- agrarisch gebied: 69%
- bossen: 18%

De gemeente beslaat 14,56% van de totale oppervlakte van de powiat.

## Demografie
Stand op 30 juni 2004:
| Omschrijving                   | Totaal | Totaal | Vrouwen | Vrouwen | Mannen | Mannen |
| ------------------------------ | ------ | ------ | ------- | ------- | ------ | ------ |
| eenheid                        | aantal | %      | aantal  | %       | aantal | %      |
| inwoners                       | 4115   | 100    | 2073    | 50,4    | 2042   | 49,6   |
| bevolkingsdichtheid (inw./km²) | 28,3   | 28,3   | 14,2    | 14,2    | 14     | 14     |

In 2002 bedroeg het gemiddelde inkomen per inwoner 1737,21 zł.

## Plaatsen
sołectwo:
- Czarnów
- Górzyca Odrzańska
- Laski Lubuskie
- Pamięcin
- Radówek
- Stańsk
- Żabice

Overige plaatsen:
- Chyrzyno
- Ługi Górzyckie
- Owczary
- Spudłów
- Żabczyn

## Aangrenzende gemeenten
Kostrzyn nad Odrą, Ośno Lubuskie, Rzepin, Słońsk, gmina Słubice. De gemeente grenst aan Duitsland.